# Akrilonitril
Akrilonitril (molekulska formula: C3H3N) je brezbarvna, kancerogena, vnetljiva in strupena tekočina s šibkim vonjem po gorčičnih oljih, ki se jo uporablja v proizvodnji polimerov, gum, umetnih vlaken, kot sredstvo za zaščito pred škodljivci, za polimerizacijo v akrilonitrilna vlakna in za mešano polimerizacijo z butadienom v perbunan.

## Proizvodnja
Večinoma se industrijskih akrilonitril se proizvaja iz ammoxidation propilena, znan tudi kot proces Sohio. Leta 2002 je bila svetovna  proizvodnja ocenjena na 5 milijonov ton na leto. Acetonitril in vodikov cianid sta pomembna stranska proizvoda, katera se da porabiti za prodajo.
2CH3 - CH = CH2 + 2NH3 + 3O2 → 2CH2 = CH- C ≡ N + 6H2O
V procesu Sohio, propilen, amonijak in zrak spustimo skozi reaktor s fluidizirano blazino, ki vsebuje katalizator pri 400-510 °C in 50-200kPag. Reaktanti gredo skozi reaktor samo enkrat, preden jih pogasimo z vodno žveplovo kislino. Presežek propilena, ogljikovega monoksida, dioksida, dušika se ne raztopi ampak se odvaja neposredno v ozračje oz. sežge. Vodna raztopina je sestavljena iz akrilonitrila, acetonitrila, cianovikove kisline in amonijevega sulfata (presežek amonijaka). Vodo, akrilonitril in acetoniril ločimo z destilacijo. V preteklosti je bil eden prvih uspešnih katalizatorjev bizmutov fosfomolib na kremenici kot heterogeni katalizator.

## Uporaba
Akrilonitril uporabljamo predvsem kot monomer za pripravo poliakrilonitrila, hemopolimera ali več podobnih kopolimer kot so stiren-akrilinitri (SAN), akrilonitril butadien stiren (ABS), akrilonitril stiren akrilatnega (ASA), in druge sintetične gume, kot na primer akirlonitril-butadien (NBR). Dimerizacijo akrilonitrila uporabljamo pri sintezi določenih poliamidov. Majhne količine se uporabiljajo tudi kot fumigant. Akrilonitril in derivati kot so 2-kloro-akrilonitril so dienophiles v Diels-Adler reakciji.  Akrilonitril je tudi predhodnik pri industrijski proizvodnji akrilamida in akrilne kisline.

## Vplivi na zdravja
Akrilonitril je zelo vnetljiv in strupen. Je eksploziven kadar pride do polimerizacije. Gorenje materiala v javnosti je lahko rakotvorno kar je potrdila tudi mednarodna agencija za raziskavo raka (IARC), spada pa v razred 2B (morebiti rakotvoren). Delavci, ki so v stiku z akrilonitrilom imajo pogosteje pljučnega raka kot ostalo prebivalstvo . 
Akrilonitril povečuje raka pri testih samcev in samic podgan in miši vendar le v velikih odmerkih. 
Izpostavljenost ljudi prevelikem odmerku izpušnih plinov in cigaretnega dima ima tudi lahko slabe posledice to je bilo pa testirano na prostovoljcih in podganah namenjenih študijskim namenom.
Obstajata dve smeri kako izločiti akrilonitril. Primarna metoda izločanja je uriniranje potem ko je akirlonitril presnovljen se direktno konjugira na glutation. Drugi način je, ko je akrilonitril presnovljen z 2-cianoetilena oksida za proizvodnjo končnih izdelkov kot je cianid, ki je navsezadnje tiocianit, ki se izloči z urinom ali ogljikov dioksid ki se izloči skozi pljuča.

### Akrilonitril-Butadien
Nitrilna guma (NBR) je splošni izraz za polimere akrilonitrila butadiena. Vsebnost akrilonitrila v nitrilnih tesnilnih mešanicah bistveno niha (18% do 50%) in vpliva na fizikalne lastnosti končnega materiala. Večja ko je vsebnost akrilonitrila, boljša je odpornost na olja in goriva. Istočasno je vpliv na elastičnost in odpornost na skrčenje negativen. Glede na ta nasprotujoča si dejstva, se pogosto uporabi kompromisna rešitev, in s tem srednja vsebnost akrilonitrila. Guma NBR ima dobre mehanske lastnosti v primerjavi z drugimi elastomeri ter visoko odpornost na obrabo.

## Odpornost na kemikalije
- Alifatski ogljikovodiki (propan, butan, nafta, mineralno olje in mast, dizelsko gorivo, kurilna olja), rastlinska in mineralna olja in masti.
- Razredčene kisline, alkalije in solne raztopine pri nizkih temperaturah.
- Voda (posebne mešanice do 100 °C).

## Nezdružljivost
- z gorivi z visoko aromatsko vsebnostjo (za goriva »flex fuel« je potrebno uporabiti posebno mešanico)
- z zavorno tekočino na osnovi glikola
- z močnimi kislinami
- z ozonom - staranje zaradi vremenskih in atmosferskih vplivov

## Nevarne lastnosti
Hlapi in tekočina so strupeni. Vdihovanje hlapov, zaužitje in pronicanje hlapov in tekočine skozi kožo ali sluznico povzroča živčnega, dihalnega in prebavnega sistema, prav tako tudi poškodbe kože in sluznice.

## Znaki zastrupitve
Subakutna zastrupitev se izraža z glavobolom, slabostjo, utrujenostjo in pomanjkanjem apetita. Akutna zastrupitev povzroča utrujenost, lenobnost, glavobole, bolečine v telesu, bruhanje, slabost in pri delovanju večjih količin nezavest, zastoj dihanja in smrt.